# Eudonia truncicolella
Eudonia truncicolella là một loài bướm đêm thuộc họ Crambidae. Nó được tìm thấy ở châu Âu.
Sải cánh dài 18–23 mm. Con trưởng thành bay từ tháng 6 đến tháng 10 tùy theo địa điểm.
Ấu trùng ăn various mosses.

## Hình ảnh

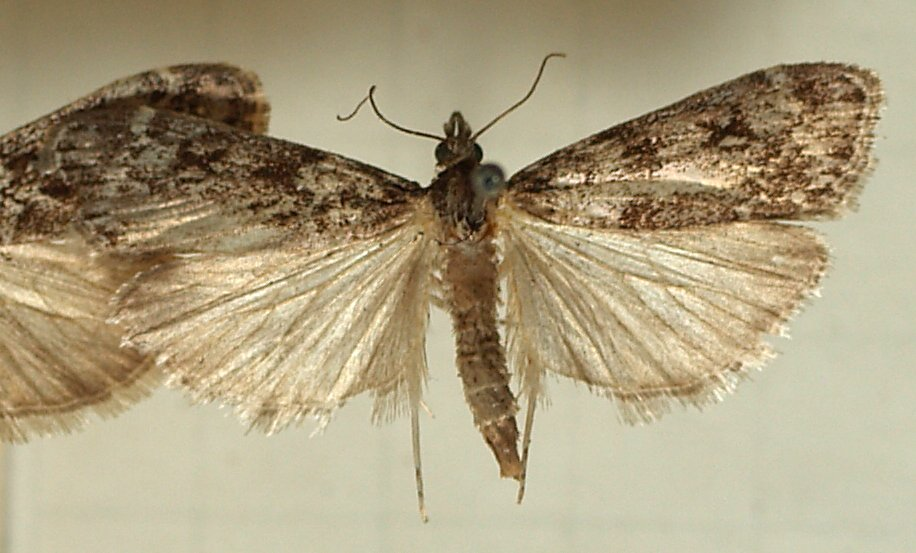